# Pontinus longispinis
Espèce
Statut de conservation UICN

 LC  : Préoccupation mineure
Pontinus longispinis est un poisson actinoptérygien de la famille des scorpaenidés. Le nom scientifique de l'espèce est publié pour la première fois par Goode & Bean en 1896.